# Prix Phaéton
Le Prix Phaéton, ou Phaëton, est une course hippique de trot attelé se déroulant au mois d'août sur l'hippodrome de Vincennes (en avril avant 2022). Elle est nommée en hommage au cheval trotteur du même nom.
C'est une course de Groupe II, internationale, réservée aux poulains de 4 ans, hongres exclus, ayant gagné au moins 32 000 €.
Elle se court sur la distance de 2 175 mètres (grande piste, 2 700 mètres avant 2022), départ volté. L'allocation s'élève à 120 000 €, dont 54 000 € pour le vainqueur.
Son équivalent pour les femelles est le Prix Paul Leguerney ayant lieu le même jour. Avant que celui-ci ne soit réservé aux femelles, le Prix Phaéton était mixte.
Créée au trot monté en 1892, la course honore Phaéton (parfois graphié Phaëton), l'un des chefs de race du trotteur français. Depuis la fin des années 1940, l'épreuve a lieu au trot attelé,.

## Palmarès depuis 1960
| Année | Vainqueur             | Pays   | Père               | Driver                       | Entraîneur            | Distance        | Réd.km        |
| ----- | --------------------- | ------ | ------------------ | ---------------------------- | --------------------- | --------------- | ------------- |
| 2024  | Kristal Josselyn      | France | Bold Eagle         | Anthony Barrier              | Sébastien Guarato     | 2 175 m         | 1'12"         |
| 2023  | Jushua Tree           | France | Bold Eagle         | Jean-Michel Bazire           | Jean-Michel Bazire    | 2 175 m         | 1'11"         |
| 2022  | Idao de Tillard       | France | Sévérino           | Clément Duvaldestin          | Thierry Duvaldestin   | 2 175 m         | 1'10"3        |
| 2021  | Hohneck               | France | Royal Dream        | Franck Nivard                | Philippe Allaire      | 2 700 m         | 1'12"2        |
| 2020  | Gu d'Héripré          | France | Coktail Jet        | Franck Nivard                | Philippe Billard      | 2 700 m         | 1'13"4        |
| 2019  | Face Time Bourbon     | France | Ready Cash         | Éric Raffin                  | Sébastien Guarato     | 2 175 m         | 1'11"         |
| 2018  | Ever Pride            | France | Prodigious         | Gabriele Gelormini           | Sébastien Guarato     | 2 175 m         | 1'12"2        |
| 2017  | Dreammoko             | France | Timoko             | Gabriele Gelormini           | Richard Westerink     | 2 850 m         | 1'14"8        |
| 2016  | Cobra Bleu            | France | Fortuna Fant       | Pierre Vercruysse            | Pierre Vercruysse     | 2 850 m         | 1'13"4        |
| 2015  | Bold Eagle            | France | Ready Cash         | Franck Nivard                | Sébastien Guarato     | 2 850 m         | 1'16"1        |
| 2014  | Athos des Elfes       | France | Ganymède           | Joël Van Eeckhaute           | Joël Van Eeckhaute    | 2 850 m         | 1'13"7        |
| 2013  | Voltigeur de Myrt     | France | Opus Viervil       | Dominik Locqueneux           | Roberto Donati        | 2 850 m         | 1'15"5        |
| 2012  | Uriel Speed           | France | Indy de Vive       | Pierre-Yves Verva            | Guy Verva             | 2 850 m         | 1'14"3        |
| 2011  | Timoko                | France | Imoko              | Richard Westerink            | Richard Westerink     | 2 875 m         | 1'13"2        |
| 2010  | Speedo Graffiti       | France | Hand du Vivier     | Sébastien Tribourdeau        | Cédric Perrier        | 2 850 m         | 1'15"2        |
| 2009  | Royal Lover           | France | Ganymède           | Jean-Michel Bazire           | Jean-Michel Bazire    | 2 850 m         | 1'14"         |
| 2008  | Quaker Jet            | France | Love You           | Jean-Étienne Dubois          | Jean-Étienne Dubois   | 2 850 m         | 1'14"8        |
| 2007  | Phlegias              | France | Dahir de Prélong   | Louis Baudron                | Louis Baudron         | 2 850 m         | 1'15"1        |
| 2006  | Opus Viervil          | France | Jag de Bellouet    | Christophe Gallier           | Christophe Gallier    | 2 850 m         | 1'13"2        |
| 2005  | Noctis Blue           | France | Blue Dream         | Christian Bigeon             | Christian Bigeon      | 2 850 m         | 1'15"         |
| 2004  | Daguet Rapide         | Italie | Pine Chip          | Jean-Pierre Dubois           | Maurizio Grosso       | 2 875 m         | 1'18"         |
| 2003  | Lulo Josselyn         | France | Ténor de Baune     | Thierry Duvaldestin          | Thierry Duvaldestin   | 2 700 m         | 1'14"6        |
| 2002  | Kitko                 | France | Quito de Talonay   | Dominik Locqueneux           | Philippe Allaire      | 2 700 m         | 1'16"5        |
| 2001  | Chilli T. Dream       | Suède  | Giant Chill        | Jos Verbeeck                 | Jan Kruithof          | 2 700 m         | 1'14"5        |
| 2000  | Insert Gédé           | France | Jet du Vivier      | Yves Dreux                   | Yves Dreux            | 2 725 m         | 1'13"9        |
| 1999  | Hulk des Champs       | France | Blue Dream         | Jean-Philippe Mary           | Philippe Allaire      | 2 850 m         | 1'16"         |
| 1998  | Goetmals Wood         | France | And Arifant        | Jean-Pierre Dubois           | Jean-Pierre Dubois    | 2 850 m         | 1'17"2        |
| 1997  | Flash Meslois         | France | Jiosco             | Jean-Luc Janvier             | Jean-Luc Janvier      | 2 850 m         | 1'16"1        |
| 1996  | Extreme Dream         | France | Quito de Talonay   | Anders Lindqvist             | Jean-Pierre Dubois    | 2 850 m         | 1'16"9        |
| 1995  | Dryade des Bois       | France | Off Gy             | Jean-Baptiste Bossuet        | Jean-Baptiste Bossuet | 2 850 m         | 1'16"6        |
| 1994  | Camino                | France | Firstly            | Jean-Pierre Dubois           | Jean-Pierre Dubois    | 2 700 m         | 1'17"         |
| 1993  | Big Prestige          | France | Royal Prestige     | Jean-Claude Hallais          | Ulf Nordin            | 2 975 m         | 1'18"         |
| 1992  | As du Clos            | France | Kairon             | Jules Lepennetier            | Jules Lepennetier     | 2 650 m         | 1'17"         |
| 1991  | Verdict Gédé          | France | Kagino             | Jean-Claude Hallais          | Jean-Claude Hallais   | 2 650 m         | 1'17"3        |
| 1990  | Ultra Ducal           | France | Buffet II          | Paul Viel                    | Paul Viel             | 2 675 m         | 1'17"         |
| 1989  | Ténor de Baune        | France | Le Loir            | Jean-Baptiste Bossuet        | Jean-Baptiste Bossuet | 2 650 m         | 1'17"7        |
| 1988  | Sancho Pança          | France | Chambon P          | Joël Hallais                 | Joël Hallais          | 2 650 m         | 1'17"4        |
| 1987  | Ruanito d'Arc         | France | Dianthus           | Ulf Nordin                   | Ulf Nordin            | 2 675 m         | 1'16"6        |
| 1986  | Quilon                | France | Honorin            | Ghislain Fontenay            | Ghislain Fontenay     | 2 650 m         | 1'18"7        |
| 1985  | Potin d'Amour         | France | Chambon P          | Jan Kruithof                 | Jan Kruithof          | 2 650 m         | 1'18"3        |
| 1984  | Omnifer               | France | Vésuve T           | Paul Delanoë                 | Marin Tribondeau      | 2 600 m         | 1'18"9        |
| 1983  | Notre Aiglon          | France | Aigle Noir         | Jean-René Gougeon            | Jean-René Gougeon     | 2 250 m         | 1'18"1        |
| 1982  | Mon Ouiton            | France | Kerjacques         | Léopold Verroken             | Léopold Verroken      | 2 250 m         | 1'18"3        |
| 1981  | Ludo du Chignon       | France | Quito              | Ghislain Fontenay            | Ghislain Fontenay     | 2 250 m         | 1'17"1        |
| 1980  | Kapulco               | France | Ruy Blas IV        | Jean Lesne                   | Jean Lesne            | 2 250 m         | 1'18"6        |
| 1979  | Jorky                 | France | Kerjacques         | Léopold Verroken             | Léopold Verroken      | 2 250 m         | 1'20"         |
| 1978  | Ibère                 | France | Ceton F            | Léopold Verroken             | Léopold Verroken      | 2 250 m         | 1'18"9        |
| 1977  | Hadol du Vivier       | France | Mitsouko           | Jean-René Gougeon            |                       | 2 250 m         | 1'17"2        |
| 1976  | Gamélia               | France | Kerjacques         | Pierre-Louis Marie           |                       | 2 275 m         | 1'19"2        |
| 1975  | Fakir du Vivier       | France | Sabi Pas           | Michel-Marcel Gougeon        |                       | 2 250 m         | 1'17"7        |
| 1974  | Espoir de Sée         | France | Uccello B          | Alain Houssin                |                       | 2 250 m         | 1'18"7        |
| 1973  | Dissy                 | France | Macar              | Michel Lecacheux             |                       | 2 250 m         | 1'20"1        |
| 1972  | Cotentin              | France | Paléo              | Jean-René Gougeon            |                       | 2 250 m         | 1'18"7        |
| 1971  | Buffet II             | France | Nonant le Pin      | Louis Hanse                  |                       | 2 250 m         | 1'18"4        |
| 1970  | Amyot Agrippa (d. h.) | France | Garde Moi Euripide | Jean-René Gougeon Jean Riaud |                       | 2 350 m 2 350 m | 1'19"1 1'19"1 |
| 1969  | Vat                   | France | Mario              | Jean Riaud                   |                       | 2 250 m         | 1'18"2        |
| 1968  | Une de Mai            | France | Kerjacques         | Jean-René Gougeon            |                       | 2 250 m         | 1'8"7         |
| 1967  | Toscan                | France | Kerjacques         | Michel-Marcel Gougeon        |                       | 2 250 m         | 1'18"1        |
| 1966  | Sans Atout II         | France | Vermont            | Henri Levesque               |                       | 2 250 m         | 1'19"7        |
| 1965  | Raskolnikof Z         | France | Incognito          | Marcel Perlbarg              |                       | 2 250 m         | 1'19"2        |
| 1964  | Quioco                | France | Vermont            | Michel-Marcel Gougeon        |                       | 2 250 m         | 1'19"2        |
| 1963  | Ponant                | France | Hector IV          | Jean Riaud                   |                       | 2 250 m         |               |
| 1962  | Ourfa                 | France | Quiroga II         | Laurent Della Roca           |                       | 2 250 m         | 1'19"         |
| 1961  | Newstar               | France | Petit Jean III     | Gérard Mottier               |                       | 2 250 m         | 1'19"2        |
| 1960  | Malbrough             | France | Kairos             | Raoul-Charles Simonard       |                       | 2 250 m         | 1'21"5        |

## Sources
- Pour les conditions de course et les dernières années du palmarès : site de la SETF
- Pour les courses plus anciennes :
  - site trot.courses-france.com - Phaéton (1980-2009)
  - archives des quotidiens  (Ouest-France, Sud-Ouest…)